# Regionales Schutzgebiet Albúfera de Medio Mundo
Das Regionale Schutzgebiet Albúfera de Medio Mundo, span. Área de Conservación Regional Albúfera de Medio Mundo, befindet sich in der Region Lima 140 km nördlich der Hauptstadt Lima an der peruanischen Pazifikküste. Das Schutzgebiet wurde am 25. Januar 2007 eingerichtet. Die Regionalregierung von Lima ist die für das Schutzgebiet zuständige Behörde. Das Schutzgebiet besitzt eine Größe von 6,88 km². Es umfasst die namengebende Lagune Albúfera de Medio Mundo und wird in der IUCN-Kategorie VI als ein Schutzgebiet geführt, dessen Management der nachhaltigen Nutzung natürlicher Ökosysteme und Lebensräume dient.

## Lage
Das Schutzgebiet befindet sich im Distrikt Végueta im Norden der Provinz Huaura. Es umfasst eine 6,5 km lange und im Mittel etwa 350 m breite Lagune an der Pazifikküste. Sie wird durch einen knapp 600 m breiten Küstenstreifen vom Meer getrennt. Die umgebende Landschaft besteht aus Küstenwüste. In dieser befinden sich mehrere bewässerte Agrarflächen.

## Bedeutung
Das Schutzgebiet dient der Erhaltung eines Feuchtgebietes, das einen wichtigen Rastplatz für Zugvögel darstellt.